# Pådden med Olsson och Ekwall
Pådden med Olsson och Ekwall, eller bara Pådden, är en podcast av och med Mats Olsson och Patrick Ekwall som läggs upp på bland annat Expressen och Itunes varje vecka. Programmet hade premiär 15 maj 2013.

## Beskrivning
Expressens sportkrönikör Mats Olsson och TV4:s sportprofil Patrick Ekwall diskuterar sport i podden som ges ur varje torsdag.